# Electrostrymon dominicanus
Electrostrymon dominicanus is een vlinder uit de familie van de Lycaenidae. De wetenschappelijke naam van de soort werd als Thecla dominicana in 1904 gepubliceerd door Lathy.

## Synoniemen
- Thecla otoheba Dyar, 1914